# Myszęcin
Myszęcin (niem. Muschten) – wieś w Polsce położona w województwie lubuskim, w powiecie świebodzińskim, w gminie Szczaniec.
Hannusz Loga był pierwszym odnotowanym w 1465 roku właścicielem dóbr myszęcińskich. Wśród następnych posiadaczy byli prawdopodobnie potomkowie komendanta zamku w Świebodzinie, Ericha von Lessena – Kasper, Łukasz i Jan. Dobra ziemskie w Myszęcinie były od XVI do początku XVIII wieku własnością członków rodu von Knobelsdorff, którzy pełnili różne funkcje w Świebodzinie i urzędowali na zamku. Caspar Aleksander Ernst von Schlichting z Rzeczycy kupił od tej rodziny majątek w Myszęcinie.Jako właścicieli dóbr ziemskich w Myszęcinie odnotowano w 1718 roku przedstawicieli rodzin von Diebitsch i von Sack. W XVIII stuleciu swoje dobra miał we wsi również ród von Troschke. Po stu latach rodzina von Schlichling sprzedała swój majątek. Majątki w Myszęcinie jeszcze około 1790 roku należały do Johanna Emanuela von Schlichtinga i barona Sigmunda Karla von Troschke. Na terenie trzech części wsi w sumie znajdowało się m.in. 6 folwarków, 2 siedziby pańskie i 3 wiatraki. Myszęcin liczył wówczas 414 mieszkańców. Kolejnego właściciela pochodzącego z okolic Słubic doktora Paula Ernesta Jablonsky`ego odnotowano w 1842 roku, a Franza Xavera Fussa w 1879 roku.
W południowo-zachodniej części wsi pod koniec XVIII stulecia założono park. Nieco wcześniej zbudowany został barokowy spichlerz. Park i spichlerz wchodziły w skład zespołu pałacowo-parkowego, który w XIX wieku obejmował także pałac i budynki zgrupowane przy trzech podwórzach gospodarczych oraz kolonię domów mieszkalnych.  
W latach 1975–1998 miejscowość administracyjnie należała do województwa zielonogórskiego. Wieś położona jest niespełna 10 km od Świebodzina w kierunku Poznania, po północnej stronie głównej trasy Świecko – Poznań.

## Zabytki
Do wojewódzkiego rejestru zabytków wpisany jest:
- zespół pałacowy, z XVIII wieku/XIX wieku, w połowie XIX wieku: 
  - pałac, neoklasycystyczny z połowy z XIX wieku; piętrowy, w stylu późno klasycystycznym, założony na planie prostokąta z wydatnymi ryzalitami wysuniętymi przed frontową i tylną elewację[3]. Na przełomie XIX i XX wieku rozbudowany został o parterowe przybudówki. W latach 1968 i 1975, a więc w czasach kiedy zarządzało nim Państwowe Gospodarstwo Rolne, przeprowadzone były gruntowne prace remontowe, wskutek czego zburzono ganek prowadzący do wejścia głównego, usunięto z elewacji część detalu architektonicznego (boniowania, obramienia okienne), a wewnątrz rezydencji elementy jego wystroju i wyposażenia[3]. W otoczeniu pałacu przebudowano ogrodzenie i wycięło część starych drzew. Prostokątne przybudówki znajdują się przy elewacjach bocznych. Na wysokim podpiwniczeniu jest wzniesiony jednopiętrowy korpus pałacu i nakryty dachem dwuspadowym. Przybudówki mają podobną konstrukcję jak dach, z których północna jest parterowa, a południowa piętrowa[3]. Główne wejścia do rezydencji zostały umieszczone w ryzalitach zwieńczonych trójkątnymi naczółkami. Przez gzymsy, pilastry i lizeny jest reprezentowany pozostały po modernizacji detal architektoniczny[5].
  - park krajobrazowy, założony w końcu XVIII w. o powierzchni ok. 4 ha. Znajduje się tu staw z półwyspem, na którym zbudowano romantyczną groblę. Zachowały się w parku pomnikowe dęby oraz lipy tworzące aleję, która prowadzi w stronę pałacu[5].
  - spichlerz, zbudowany w XVIII wieku, murowany, piętrowy, założony na planie prostokąta, nakryty dachem mansardowym, znajdujący się w zabudowie folwarku[5].

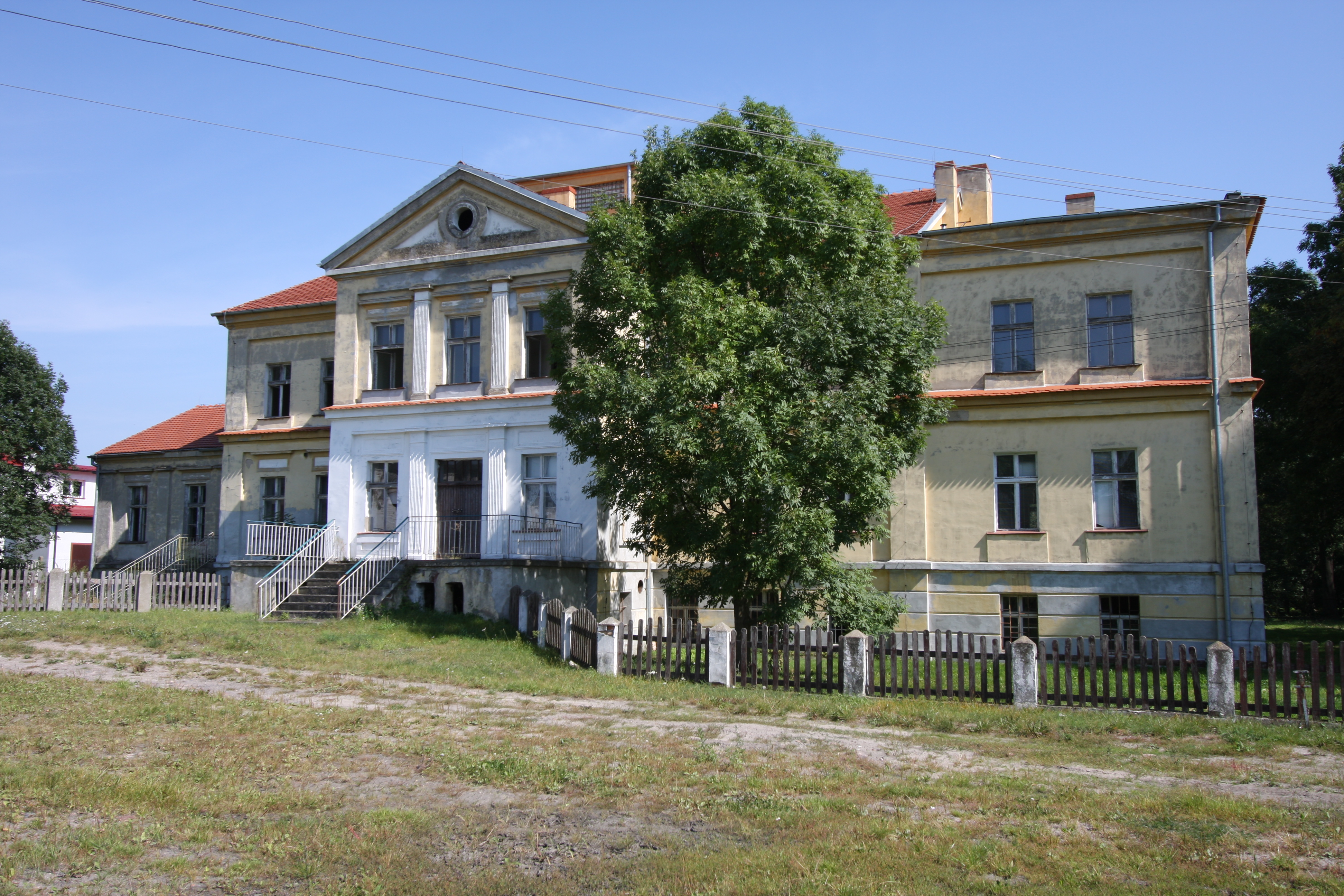
Pałac
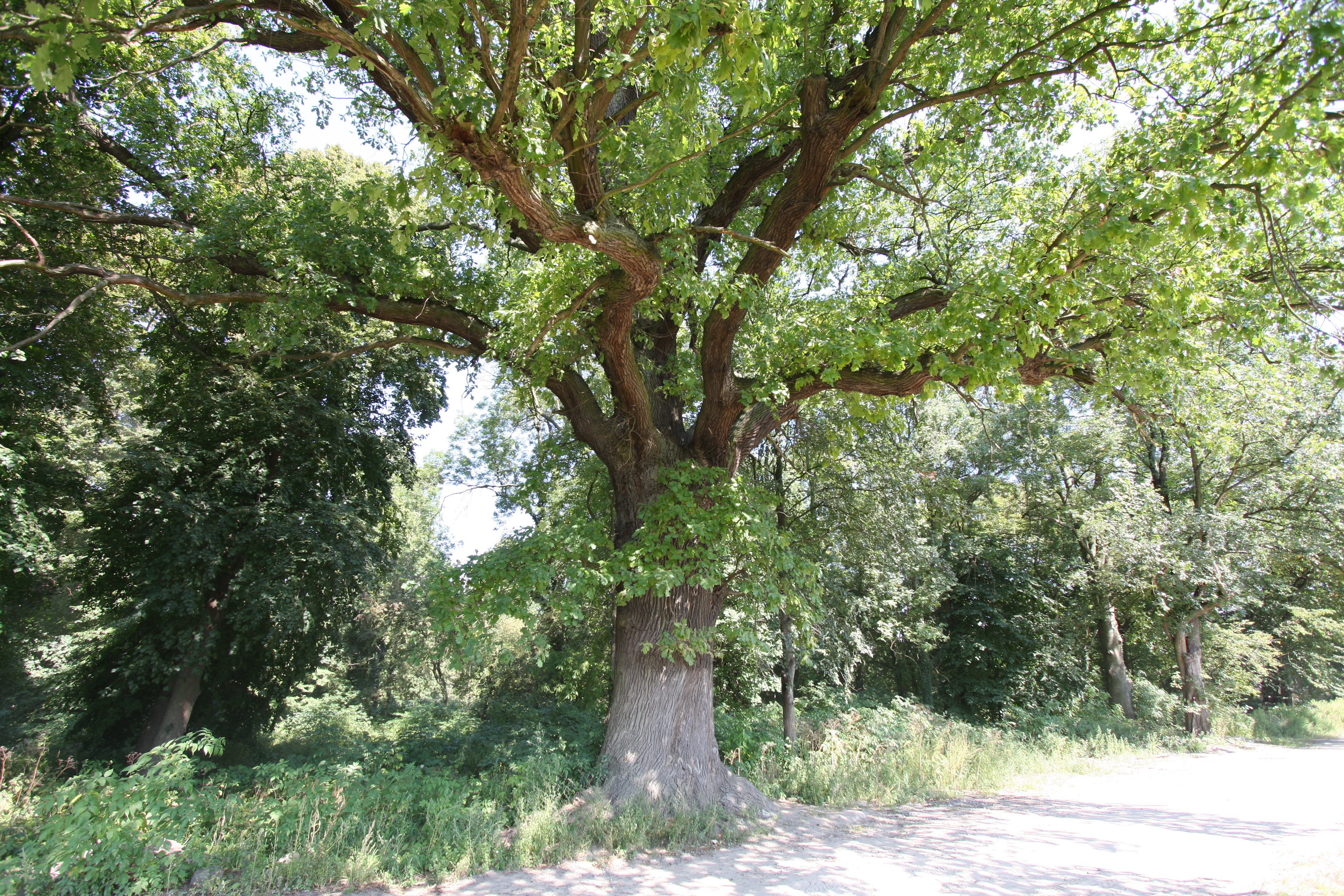
Park, w zespole pałacowym
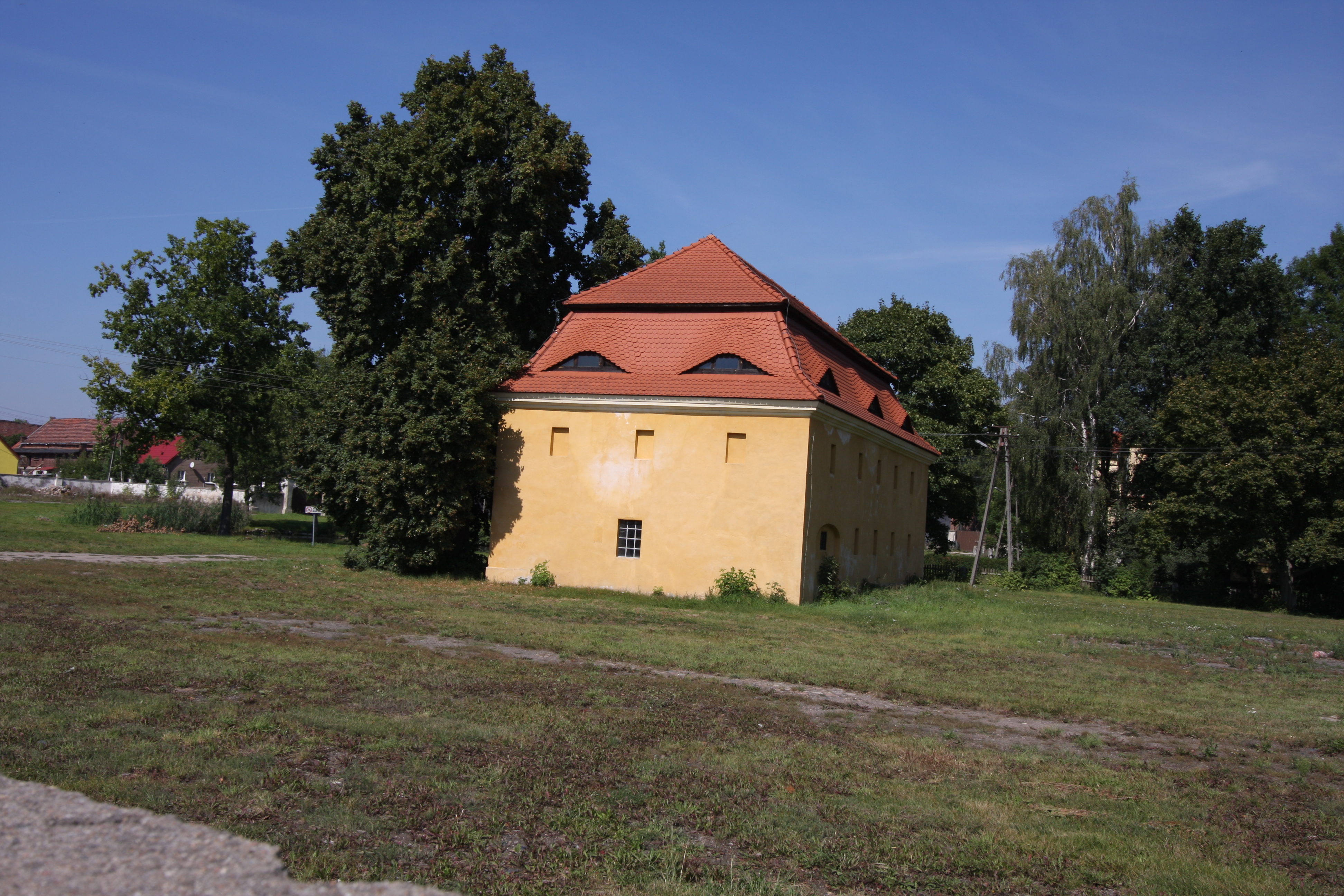
Spichlerz, w zespole pałacowym

## Społeczeństwo
Od 2008 roku działają we wsi dwie organizacje: 
- 'Komitet Budowy Placu Zabaw' - dzięki swojej wytrwałości oraz pomocy mieszkańców ma na koncie wybudowane boisko do koszykówki przy terenie nieistniejącej już Szkoły Podstawowej, z inicjatywy Komitetu w miejscowości powstał plac zabaw.
- 'Równe Babki' - to organizacja kobiet, które w roku 2009 zorganizowały między innymi Ferie Zimowe dla dzieci.

## Sołectwo
W miejscowości corocznie z inicjatywy Rady Sołeckiej odbywa się Festyn z okazji Dnia Dziecka oraz Festyn zamykający wakacje, a także imprezy takie jak: Andrzejki, Sylwester, Karnawał.

## Edukacja
- W Myszęcinie znajdowała się Publiczna Szkoła Podstawowa (1-3) oraz Publiczne Przedszkole - niestety dziś żadne z nich nie istnieje, budynki zostały sprzedane - obecnie są własnością prywatną.
- Sala wiejska jest miejscem gdzie odbywają się zabawy, a także od poniedziałku do piątku jest czynna tam biblioteka oraz sala przeznaczona do gry w tenisa stołowego.

## Turystyka
Trzygwiazdkowy hotel mieszczący się tuż przy krajowej DK nr 2, niedaleko stacja paliw, kantor, market

## Sport
KS Zenit Myszęcin. Drużyna aktualnie występuje w A klasie, w grupie Zielona Góra I.